# بلانكا بيرو
بلانكا بيرو (بالمجرية: Bíró Blanka)‏ مواليد 22 سبتمبر 1994 في المجر، هي لاعبة كرة يد مجرية تلعب كحارس مرمى. مثلت منتخب المجر لكرة اليد للسيدات.

## سجل المنافسة
شاركت في البطولات التالية:
- بطولة العالم لكرة اليد للسيدات 2015
- بطولة أوروبا لكرة اليد للسيدات 2014

## روابط خارجية
- بلانكا بيرو على موقع الاتحاد الدولي لكرة اليد (الإنجليزية)
- بلانكا بيرو على موقع الاتحاد الأوروبي لكرة اليد (الإنجليزية)
- بلانكا بيرو على موقع اللجنة الأولمبية الدولية (الإنجليزية)
- بلانكا بيرو على موقع أوليمبيديا (الإنجليزية)
- بلانكا بيرو على موقع اللجنة الأولمبية المجرية (الهنغارية)